# Ударная адиабата
Уда́рная адиаба́та (уравнение Ра́нкина — Гюгонио́) — математическое соотношение, связывающее термодинамические величины до ударной волны и после. Таким образом, ударная адиабата не описывает сам процесс в ударной волне.
Названо в честь шотландского физика Уильяма Джона Ранкина и французского Пьера-Анри Гюгонио, которые независимо получили это соотношение (опубликовано соответственно в 1870 и 1887—1889 годах).
Ударная адиабата представляет геометрическое место точек возможных конечных состояний вещества за фронтом ударной волны при заданных начальных условиях и описывает эти термодинамические состояния независимо от агрегатного состояния вещества, то есть справедлива для газов, жидкостей и твёрдых тел.

## Вывод уравнения ударной адиабаты

Схема ударной волны в системе координат, связанных с фронтом ударной волны

Рассмотрим законы сохранения на стационарной ударной волне в такой системе отсчёта, в которой ударный фронт покоится:
{\displaystyle \rho _{1}u_{1}=\rho _{2}u_{2}=j,}
{\displaystyle p_{1}+\rho _{1}u_{1}^{2}=p_{2}+\rho _{2}u_{2}^{2},}
{\displaystyle h_{1}+{\frac {1}{2}}u_{1}^{2}=h_{2}+{\frac {1}{2}}u_{2}^{2}.}
Здесь {\displaystyle \rho } — плотность газа, {\displaystyle u} — скорость газа относительно ударной волны, {\displaystyle h} — удельная энтальпия газа, {\displaystyle j} — поток массы через разрыв,
индексами «1» и «2» обозначены состояния среды до и после ударной волны.
Выразим скорость в последнем равенстве через поток массы {\displaystyle u=j/\rho }, получим уравнение:
{\displaystyle h_{2}-h_{1}+{\frac {j^{2}}{2}}\left({\frac {1}{\rho _{2}^{2}}}-{\frac {1}{\rho _{1}^{2}}}\right)=0.}
Исключая из него j с помощью равенства, известного под названием прямая или луч Рэлея — Михельсона (название связано с тем, что это уравнение задаёт прямую линию на плоскости {\displaystyle (p,V)}, где {\displaystyle V=1/\rho } — удельный объём):
{\displaystyle j^{2}=-{\frac {p_{2}-p_{1}}{V_{2}-V_{1}}},}
приходим к соотношению Ранкина — Гюгонио:
| {\displaystyle h_{2}-h_{1}-{\frac {\left(p_{2}-p_{1}\right)}{2}}\left(V_{1}+V_{2}\right)=0.} |

Если выразить энтальпию через внутреннюю энергию {\displaystyle \varepsilon } как {\displaystyle h=\varepsilon +pV}, то уравнение Ранкина — Гюгонио переходит в следующее выражение:
{\displaystyle \varepsilon _{2}-\varepsilon _{1}-{\frac {\left(p_{2}+p_{1}\right)}{2}}\left(V_{1}-V_{2}\right)=0.}

## Особенности ударной адиабаты
Переход вещества через ударную волну является термодинамически необратимым процессом, поэтому при прохождении через вещество ударной волны удельная энтропия увеличивается. Так, для слабых ударных волн в совершенном газе рост энтропии пропорционален кубу относительного роста давления {\displaystyle (p_{2}-p_{1})/p_{1}.}
Увеличение энтропии означает наличие диссипации (внутри ударной волны, являющейся узкой переходной зоной, существенны, в частности, вязкость и теплопроводность). Это, в частности, приводит к тому, что тело, движущееся в идеальной жидкости с возникновением ударных волн, испытывает силу сопротивления, то есть для такого движения парадокс Д'Аламбера не имеет места.
Часто ударной адиабатой Гюгонио называют кривую в плоскости {\displaystyle (p,V)} или {\displaystyle (p,\rho ),} определяющую зависимость {\displaystyle p_{2}} от {\displaystyle \rho _{2}} при заданных начальных значениях {\displaystyle p_{1}} и {\displaystyle \rho _{1}.} При заданных {\displaystyle p_{1}} и {\displaystyle \rho _{1}} ударная волна, перпендикулярная потоку, определяется всего одним параметром (наклонная ударная волна характеризуется дополнительно значением касательной к её поверхности составляющей скорости): например, если задать {\displaystyle p_{2},} то по адиабате Гюгонио можно найти {\displaystyle \rho _{2},} а отсюда с использованием вышеприведённых формул — плотность потока {\displaystyle j} и скорости {\displaystyle u_{1}} и {\displaystyle u_{2},} а из уравнения состояния — температуру и т. д.
Ударную адиабату не следует путать с адиабатой Пуассона, описывающей процесс с постоянной энтропией {\displaystyle s,} то есть такие процессы термодинамически обратимы.
В отличие от адиабаты Пуассона, для которой {\displaystyle s(\rho ,p)=\mathrm {const} ,} уравнение ударной адиабаты нельзя написать в виде {\displaystyle f(\rho ,p)=\mathrm {const} ,} где {\displaystyle f} — однозначная функция двух аргументов: адиабаты Гюгонио для заданного вещества составляют двухпараметрическое семейство кривых (каждая кривая определяется заданием как {\displaystyle p_{1},} так и {\displaystyle \rho _{1},}) тогда как адиабаты Пуассона — однопараметрическое.

## Примеры
Пусть удельная внутренняя энергия имеет выражение как для идеального газа:
{\displaystyle \varepsilon =\lambda \,p\,V}, {\displaystyle 3/2\leqslant \lambda \leqslant 3.}
Величина {\displaystyle \lambda } равна {\displaystyle 3/2} для одноатомного идеального газа, {\displaystyle 5/2} — для двухатомного, {\displaystyle 3} — для многоатомного. Для смесей возможны также и все промежуточные значения.
Тогда из общего случая легко получить уравнение ударной адиабаты в виде:
{\displaystyle \left({\frac {p_{2}}{p_{1}}}+{\frac {1}{2\lambda +1}}\right)\left({\frac {V_{2}}{V_{1}}}-{\frac {1}{2\lambda +1}}\right)=1-{\frac {1}{(2\lambda +1)^{2}}}~.}
Правая часть всегда положительна, поэтому и левая часть должна быть положительна, откуда {\displaystyle V_{2}>{\frac {V_{1}}{2\lambda +1}},} то есть такой газ может сжиматься ударной волной только менее чем в {\displaystyle 2\lambda +1} раз. Второе начало термодинамики приводит к тому, что {\displaystyle p_{2}\geqslant p_{1},} {\displaystyle V_{2}\leqslant V_{1}} (для всех ударных адиабат), то есть объём вещества после ударной волны может только уменьшаться, а давление — только увеличиваться. (Если {\displaystyle V_{2}=V_{1},} то из уравнения следует {\displaystyle p_{2}=p_{1},} и наоборот. Это соответствует звуковой волне, а не ударной.)
Для сравнения, уравнение изотермы в аналогичной записи: {\displaystyle {\frac {p_{2}}{p_{1}}}{\frac {V_{2}}{V_{1}}}=1} (закон Бойля — Мариотта).
Примеры для некоторых значений {\displaystyle \lambda .}
При {\displaystyle \lambda =3/2:\qquad \left({\frac {p_{2}}{p_{1}}}+{\frac {1}{4}}\right)\left({\frac {V_{2}}{V_{1}}}-{\frac {1}{4}}\right)={\frac {15}{16}}.}
При {\displaystyle \lambda =2:\qquad \left({\frac {p_{2}}{p_{1}}}+{\frac {1}{5}}\right)\left({\frac {V_{2}}{V_{1}}}-{\frac {1}{5}}\right)={\frac {24}{25}}.}
При {\displaystyle \lambda =5/2:\qquad \left({\frac {p_{2}}{p_{1}}}+{\frac {1}{6}}\right)\left({\frac {V_{2}}{V_{1}}}-{\frac {1}{6}}\right)={\frac {35}{36}}.}
При {\displaystyle \lambda =3:\qquad \left({\frac {p_{2}}{p_{1}}}+{\frac {1}{7}}\right)\left({\frac {V_{2}}{V_{1}}}-{\frac {1}{7}}\right)={\frac {48}{49}}.}
Правая часть выражения положительна, поэтому и левая должна быть положительна. Отсюда следует, что одноатомный идеальный газ сжимается ударной волной любой силы менее чем в 4 раза, двухатомный — менее чем в 6 раз, многоатомный — менее чем в 7. При этом в данной модели нет ограничений на повышение давления.